# Channallabes teugelsi
Channallabes teugelsi es una especie de pez de la familia Clariidae en el orden de los Siluriformes.

## Morfología
• Los machos pueden llegar alcanzar los 14,5 cm de longitud total.
- Número de  vértebras: 70-82.[2]

## Hábitat
Es un pez de agua dulce y de clima tropical.

## Distribución geográfica
Se encuentran en África:  cuenca del río Ogowe. 